# Novoselivka, Verhnodniprovsk
Novoselivka (în ucraineană Новоселівка) este un sat în comuna Hannivka din raionul Verhnodniprovsk, regiunea Dnipropetrovsk, Ucraina.

## Demografie
Componența lingvistică a localității Novoselivka
     Ucraineană (100%)
Conform recensământului din 2001, toată populația localității Novoselivka era vorbitoare de ucraineană (100%).